# 峨眉茯蕨
峨眉茯蕨（学名：Leptogramma scallanii）为金星蕨科茯蕨属下的一个种。

## 扩展阅读
維基物種上的相關：峨眉茯蕨